# Communication Breakdown
„Communication Breakdown“ je píseň od anglické rockové skupiny Led Zeppelin. Poprvé byla vydána na jejich debutovém albu Led Zeppelin z roku 1969. Je to jedna z prvních písní, na kterých se podíleli Jimmy Page a Robert Plant společně.
Je to také jedna z mála písní, kde Page zpívá vokály v pozadí.
Píseň byla velice populární na live koncertech Led Zeppelin. Byla hrána každý rok, kdy skupina jela na turné, většinou jako úvodní nebo jako opakování.
V USA byla píseň vydána na straně B singlu „Good Times Bad Times“.
Na živém albu BBC Sessions (1997) byla tato píseň vydána celkem třikrát, pokaždé ale byla zahrána trochu jinak. Dvě živé verze získané z vystoupení v TV pořadu Tous En Scene v Paříži v roce 1969 a v Royal Albert Hall z roku 1970 byly vydány na Led Zeppelin DVD.